# Panik i byn
Panik i byn är en belgisk, animerad barnprogramsserie producerad av Vincent Patar och Stéphane Aubier. Serien, med den franska originaltiteln Panique au village, började sändas 2000. Varje avsnitt skildrar, under cirka 5 minuter, livet för seriens huvudkaraktärer Cowboy, Indian och Häst, i staden de bor i. Panik i byn använder avsiktligt slarvig stop-motion som inspelningsteknik. Metoden innebär att karaktärerna, som påminner om små billiga leksaksdockor, fladdrande förflyttas framåt, vilket ytterligare bidrar till seriens komiska inslag.[källa behövs]
Serien distribueras av Aardman Animations och hittills har 20 avsnitt av Panik i byn producerats. 2004 tilldelades serieavsnittet Les voleurs de cartes priset Prix UIP Grimstad, som bästa europeiska kortfilm vid Norweigian Short Film Festival. Samma år nominerades avsnittet till priset som bästa kortfilm på European Film Awards.
2009 gjordes en långfilm baserad på tv-serien, och den debuterade på Cannesfestivalen i maj samma år. Filmen släpptes i Sverige den 6 maj 2011. Filmens regissörer var de samma som tv-seriens, och karaktärernas röster lästes av bland annat Stéphane Aubier och Jeanne Balibar.

## Karaktärer
Cowboy är feg, omdömeslös och barnslig. Den kombinationen av brister innebär att han ofta hamnar i besvärliga situationer. Cowboy är leksaksfiguren med blå skjorta, bruna byxor, hatt och ofta även ett gevär. Han och Indian uppför sig som rivaliserande halvsyskon och bråkar ofta. Däremot har Cowboy stor respekt för Häst. 
Häst är överlägset intelligent sina två vänner. Den bruna hästleksaken har en ledande och vårdande roll i hushållet och sköter de flesta sysslorna. När Cowboy eller Indian irriterar Häst löser han problemet genom att sparka in dem i en vägg. 
Indian bär en gul tröja, bruna byxor samt en karakteristisk huvudbonad med många rader av fjädrar. Han bär ibland med sig en lång käpp eller pilbåge. Även om steget är långt till Häst har Indian en aning mer vuxen attityd än Cowboy. Indian är även han rädd för Häst.